# Ksenija Georgievna Romanova
Ksenija Georgievna (Ксения Георгиевна (Palazzo Michajlovskij, 22 agosto 1903 – Glen Cove, 17 settembre 1965) è stata una principessa russa.

## Infanzia

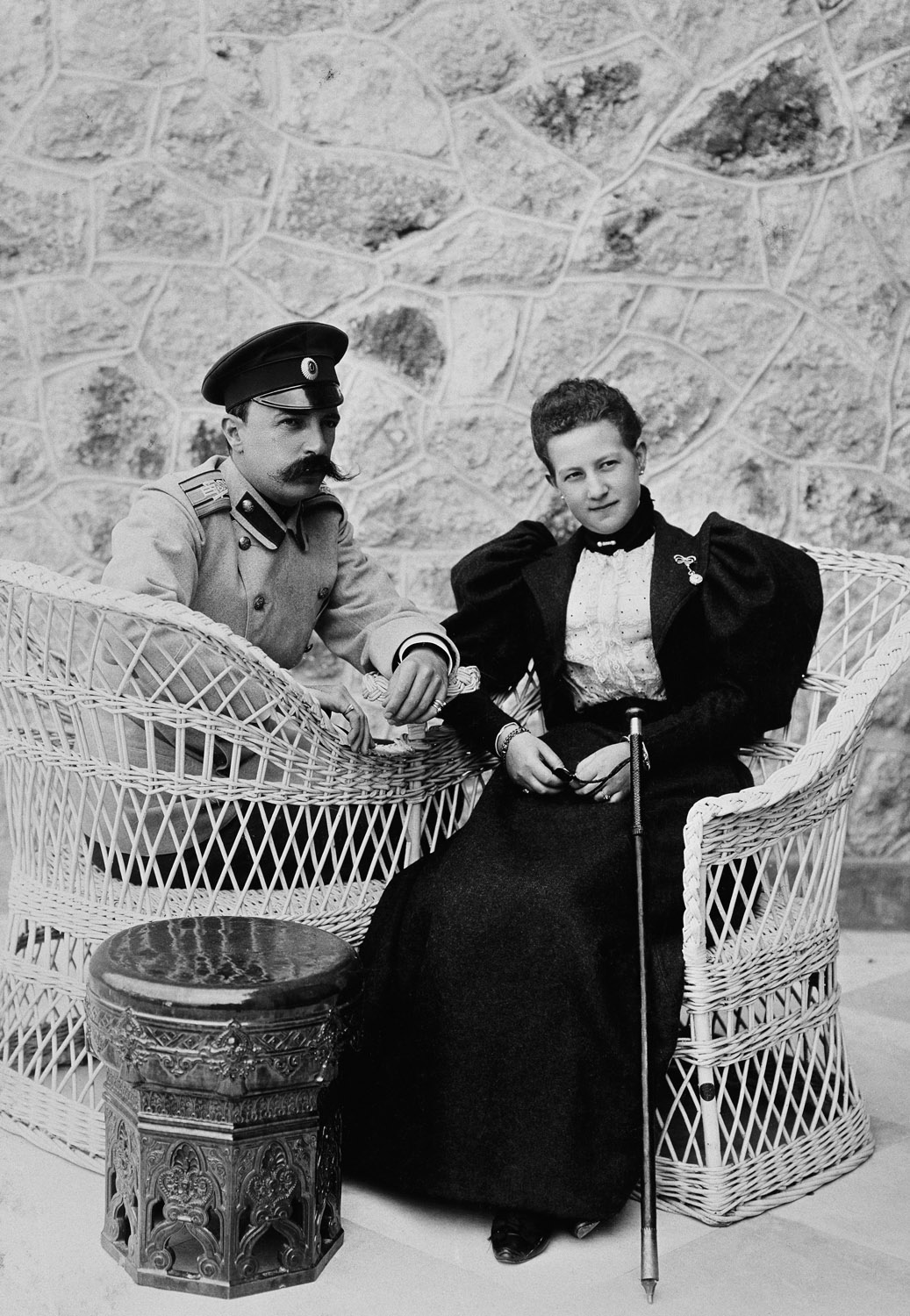

Ksenija Georgievna nacque il 22 agosto 1903 al Palazzo Michajlovskij, San Pietroburgo, figlia del granduca Georgij Mikhailovič e della principessa Marija Georgievna. Era la sorella minore della principessa Nina Georgievna. Apparteneva alla Casa Imperiale di Russia, una delle dinastie più prestigiose d’Europa. 

## Esilio
Nel 1914, a causa della Prima Guerra Mondiale, la famiglia si trasferì in Inghilterra, dove rimasero durante il conflitto. Dopo la Rivoluzione d'ottobre del 1917 e l’esecuzione di molti membri della famiglia imperiale, tra cui suo padre e zii, Ksenija e sua sorella furono tra i pochi membri della famiglia a sopravvivere. 

## Matrimonio
All’età di 18 anni, il 9 ottobre 1921, Ksenija sposò a Parigi William Bateman Leeds Jr., figlio del magnate americano dello stagno William B. Leeds Sr. e figliastro del principe Christophoros. La coppia si stabilì a Kenwood, una residenza a Oyster Bay, Long Island, diventando una figura di spicco nella società dell’alta borghesia newyorkese. Nel 1925 nacque la loro unica figlia, Nancy Helen Marie Leeds. Il matrimonio terminò con il divorzio nel 1930.  
Nel 1946, Ksenija sposò Herman Jud a Glen Cove, New York. Il matrimonio fu più discreto rispetto al precedente e non ebbero figli. 

## Anna Anderson
Nel 1927, Ksenija fu coinvolta nel caso di Anna Anderson, una donna che sosteneva di essere la gran principessa Anastasija Nikolaevna, figlia dello zar Nikolaj II.Ksenija descrisse la vera Anastasia, che aveva conosciuto da bambina, come una ragazza “selvaggia e violenta”. Anna Anderson, al contrario, mostrava una certa somiglianza con i membri della famiglia della zarina Aleksandra Fëdorovna, ma né Ksenija né sua sorella Nina – che conoscevano bene la granduchessa – non la riconobbero come tale e respinsero con decisione la sua pretesa.

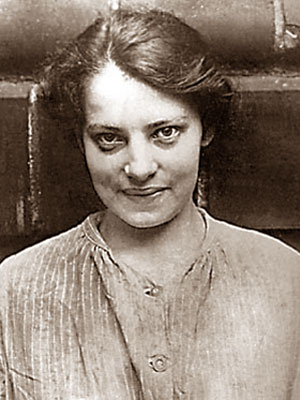

## Ultimi anni
Ksenija Georgievna morì il 17 settembre 1965 a Glen Cove, New York, all’età di 62 anni. Fu sepolta accanto al marito Herman Jud. La sua morte segnò la fine di una delle ultime discendenti dirette della Casa Imperiale di Russia. 

## Albero genealogico
|                         |                  |                                                                  | Genitori                             |  |  | Nonni |  |  | Bisnonni     |  |  | Trisnonni   |  |
|                         |                  |                                                                  |                                      |  |  |       |  |  | 8. Nikolaj I |  |  | 16. Pavel I |  |
|                         |                  |                                                                  |                                      |  |  |       |  |  | 8. Nikolaj I |  |  | 16. Pavel I |  |
|                         |                  | 17. Marija Fëdorovna                                             |                                      |  |  |       |  |  | 8. Nikolaj I |  |  |             |  |
| 4. Mikhail Nikolaevič   |                  |                                                                  |                                      |  |  |       |  |  | 8. Nikolaj I |  |  |             |  |
|                         |                  | 9. Aleksandra Fёdorovna                                          | 18. Friedrich Wilhelm III. (Preußen) |  |  |       |  |  |              |  |  |             |  |
|                         |                  | 9. Aleksandra Fёdorovna                                          | 18. Friedrich Wilhelm III. (Preußen) |  |  |       |  |  |              |  |  |             |  |
|                         |                  | 9. Aleksandra Fёdorovna                                          | 19. Luise von Mecklenburg-Strelitz   |  |  |       |  |  |              |  |  |             |  |
| 2. Georgij Mikhailovič  |                  | 9. Aleksandra Fёdorovna                                          |                                      |  |  |       |  |  |              |  |  |             |  |
|                         |                  | 10. Leopold (Baden)                                              | 20. Karl Friedrich (Baden)           |  |  |       |  |  |              |  |  |             |  |
|                         |                  | 10. Leopold (Baden)                                              | 20. Karl Friedrich (Baden)           |  |  |       |  |  |              |  |  |             |  |
|                         |                  | 10. Leopold (Baden)                                              | 21. Luise Karoline von Hochberg      |  |  |       |  |  |              |  |  |             |  |
| 5. Cäcilie von Baden    |                  | 10. Leopold (Baden)                                              |                                      |  |  |       |  |  |              |  |  |             |  |
|                         |                  | 11. Sofia Wilhelmina av Sverige                                  | 22. Gustaf IV Adolf                  |  |  |       |  |  |              |  |  |             |  |
|                         |                  | 11. Sofia Wilhelmina av Sverige                                  | 22. Gustaf IV Adolf                  |  |  |       |  |  |              |  |  |             |  |
|                         |                  | 11. Sofia Wilhelmina av Sverige                                  | 23. Friederike von Baden             |  |  |       |  |  |              |  |  |             |  |
| 1. Ksenija Georgievna   |                  | 11. Sofia Wilhelmina av Sverige                                  |                                      |  |  |       |  |  |              |  |  |             |  |
|                         | 12. Christian IX | 24. Friedrich Wilhelm (Schleswig-Holstein-Sonderburg-Glücksburg) |                                      |  |  |       |  |  |              |  |  |             |  |
|                         | 12. Christian IX | 24. Friedrich Wilhelm (Schleswig-Holstein-Sonderburg-Glücksburg) |                                      |  |  |       |  |  |              |  |  |             |  |
|                         | 12. Christian IX | 25. Charlotte af Danmark                                         |                                      |  |  |       |  |  |              |  |  |             |  |
| 6. Geórgios I           | 12. Christian IX |                                                                  |                                      |  |  |       |  |  |              |  |  |             |  |
|                         |                  | 13. Louise von Hessen                                            | 26. Wilhelm von Hessen               |  |  |       |  |  |              |  |  |             |  |
|                         |                  | 13. Louise von Hessen                                            | 26. Wilhelm von Hessen               |  |  |       |  |  |              |  |  |             |  |
|                         |                  | 13. Louise von Hessen                                            | 27. Louise von Hessen (1817–1898)    |  |  |       |  |  |              |  |  |             |  |
| 3. Marija Georgievna    |                  | 13. Louise von Hessen                                            |                                      |  |  |       |  |  |              |  |  |             |  |
|                         |                  | 14. Konstantin Nikolaevič                                        | 28. Nikolaj I                        |  |  |       |  |  |              |  |  |             |  |
|                         |                  | 14. Konstantin Nikolaevič                                        | 28. Nikolaj I                        |  |  |       |  |  |              |  |  |             |  |
|                         |                  | 14. Konstantin Nikolaevič                                        | 29. Aleksandra Fёdorovna             |  |  |       |  |  |              |  |  |             |  |
| 7. Ol'ga Konstantinovna |                  | 14. Konstantin Nikolaevič                                        |                                      |  |  |       |  |  |              |  |  |             |  |
|                         |                  | 15. Aleksandra Iosifovna                                         | 30. Joseph (Sachsen-Altenburg)       |  |  |       |  |  |              |  |  |             |  |
|                         |                  | 15. Aleksandra Iosifovna                                         | 30. Joseph (Sachsen-Altenburg)       |  |  |       |  |  |              |  |  |             |  |
|                         |                  | 15. Aleksandra Iosifovna                                         | 31. Amalie von Württemberg           |  |  |       |  |  |              |  |  |             |  |
|                         |                  | 15. Aleksandra Iosifovna                                         |                                      |  |  |       |  |  |              |  |  |             |  |